# Alp (Girona)
Alp ist eine Gemeinde (Municipio) mit 1.728 Einwohnern (Stand: 2024) in der Provinz Girona in der Comarca Cerdanya in Spanien. Zur Gemeinde gehören auch die Ortschaften La Molina und die Ski-Stationen Masella und Super Molina (zusammen Alp2500).

## Lage
Alp liegt etwa 210 Kilometer nordöstlich von Lleida und etwa 120 Kilometer nordwestlich von Girona in den Pyrenäen einer Höhe von ca. 1160 m an der Grenze zu Frankreich. Der Puig d’Alp ist mit 2407 m die höchste Erhebung in der Gemeinde.

## Einwohnerentwicklung
| 1900 | 1930 | 1950 | 1970 | 1981 | 1991 | 2001 | 2011 | 2021 |
| ---- | ---- | ---- | ---- | ---- | ---- | ---- | ---- | ---- |
| 588  | 541  | 566  | 906  | 1369 | 908  | 1231 | 1743 | 1645 |

## Wirtschaft
Die Gemeinde lebt vor allem vom Skitourismus.

## Sehenswürdigkeiten
- Peterskirche in Alp
- Marienkirche in La Molina
- Schloss Torre del Riu

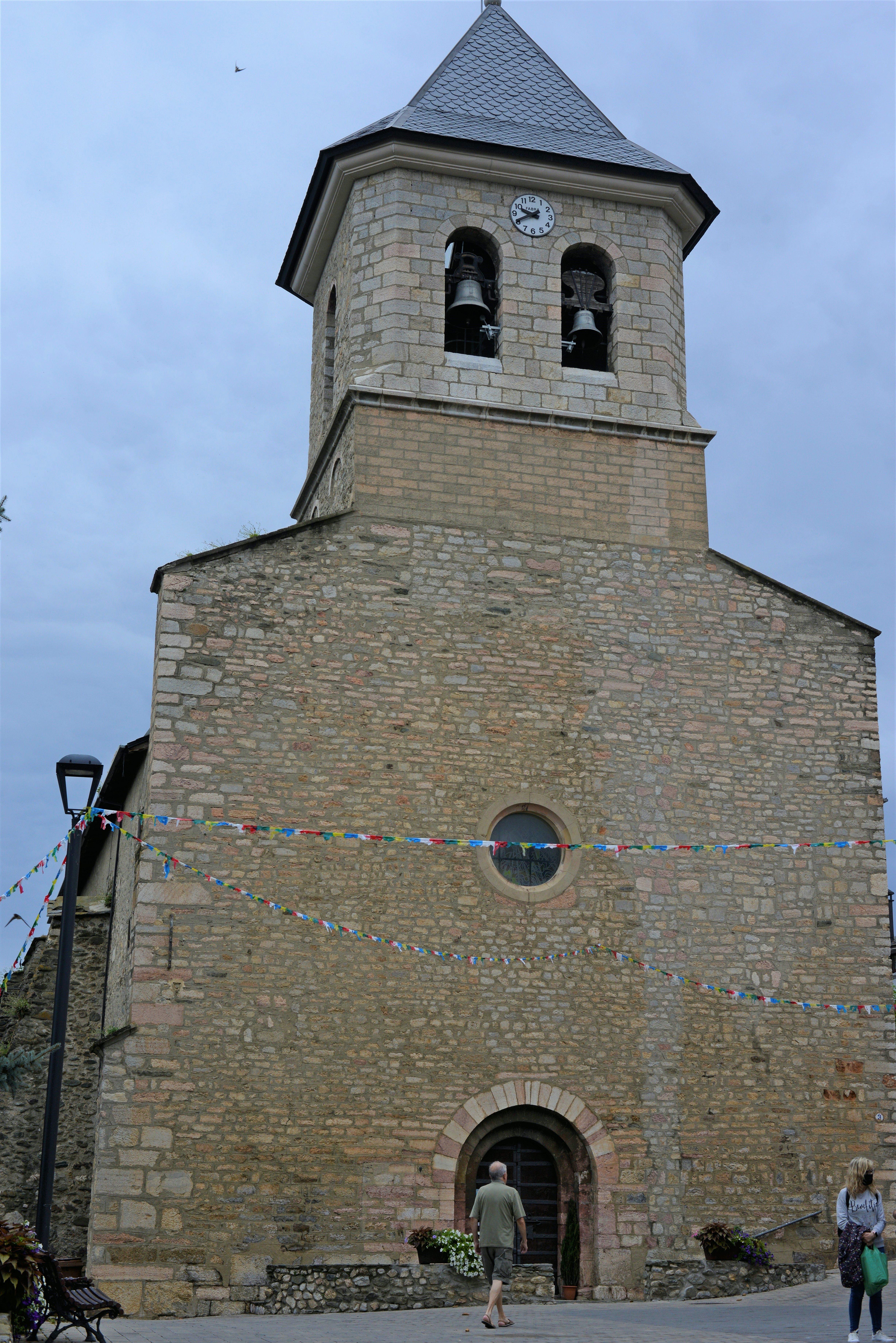
Peterskirche
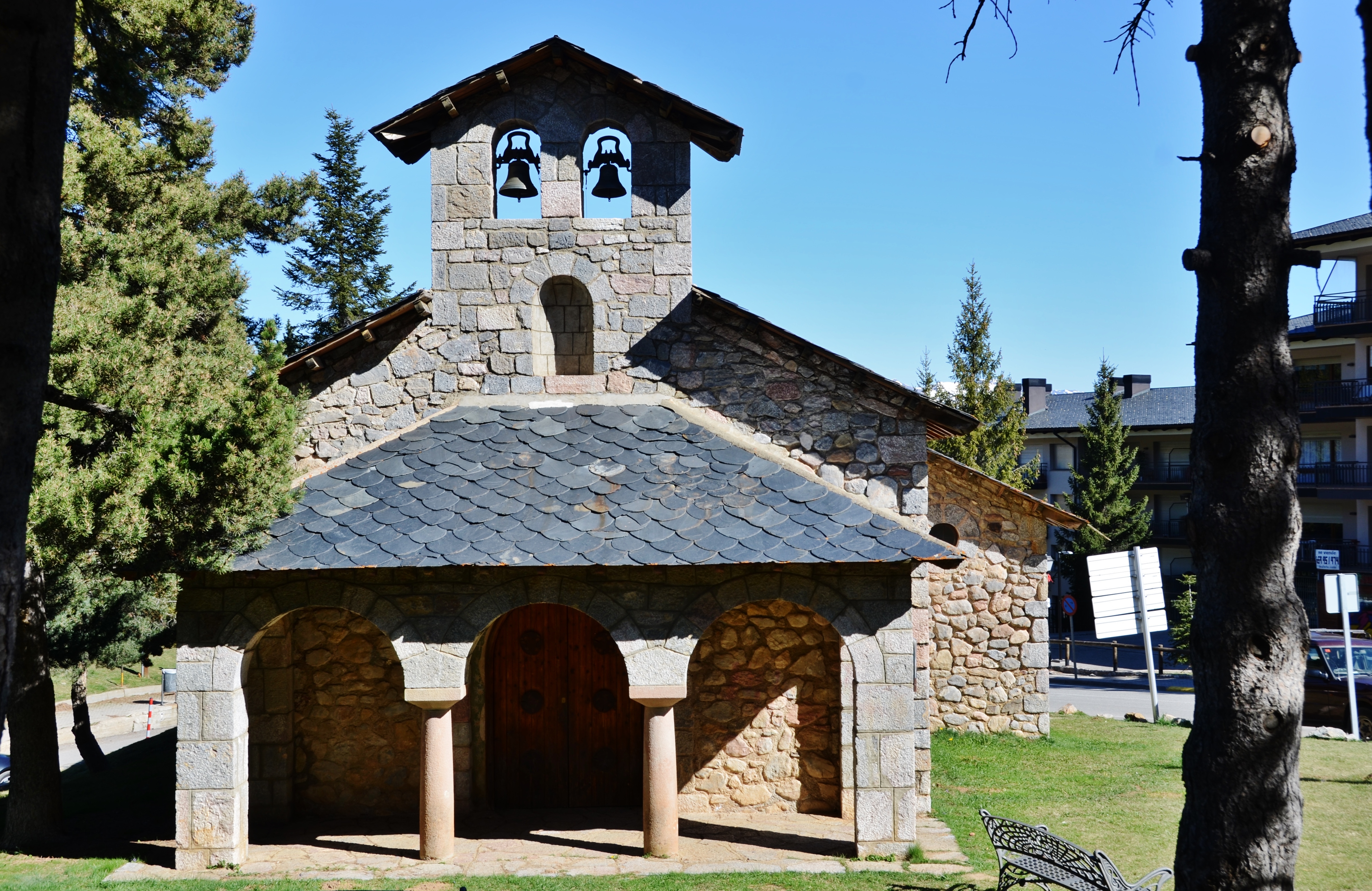
Marienkirche
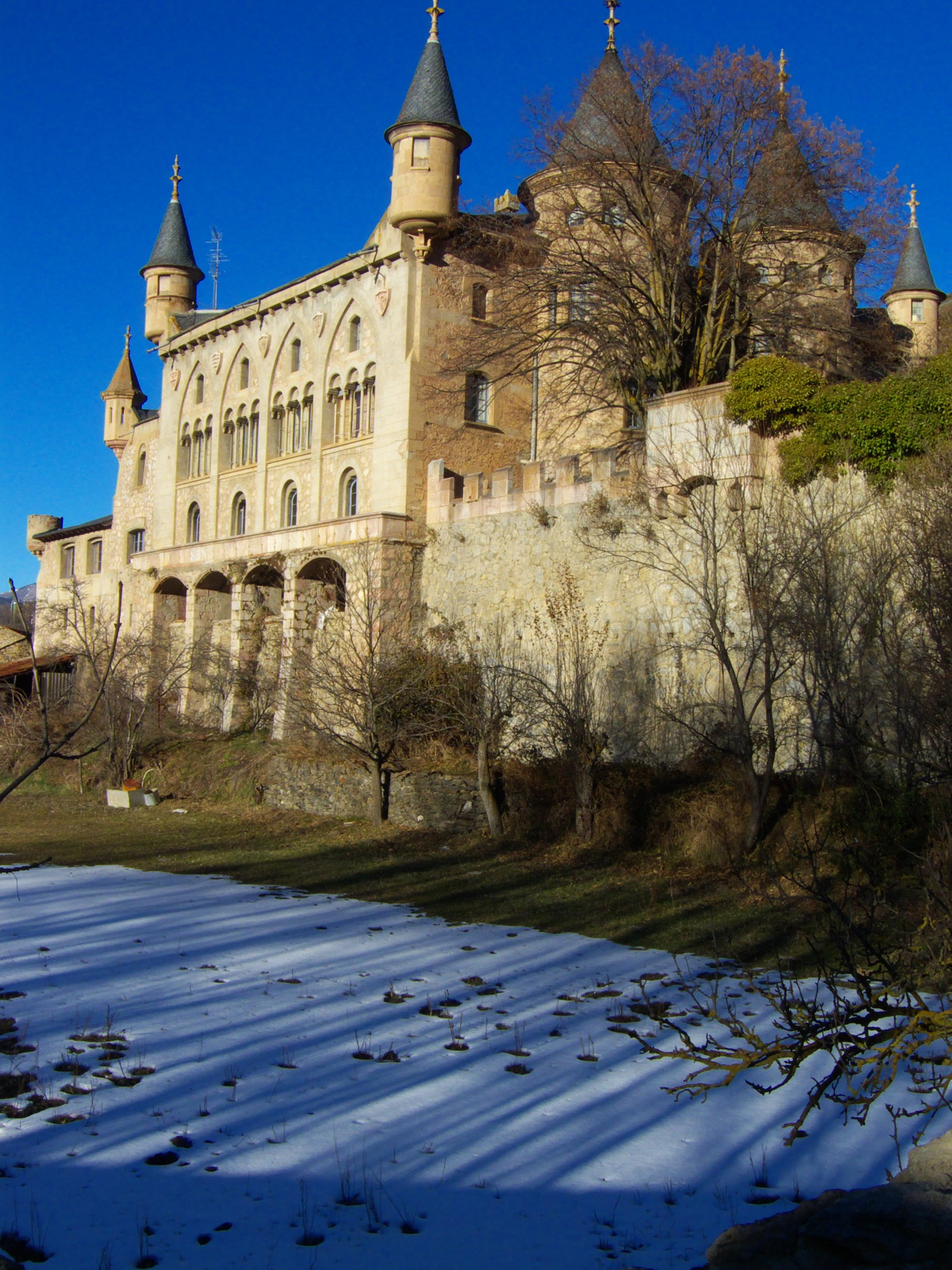
Schloss Torre del Riu